# Complejo del Batasang Pambansa
El Complejo del Batasang Pambansa (en filipino: Hugnayan ng Batasang Pambansa) es la sede de la Cámara de Representantes de Filipinas, la cámara baja del Congreso de Filipinas. El complejo está ubicado en Gran Manila, en la barangay Batasan Hills (literalmente "Colinas de la Legislatura") de Ciudad Quezón.
- Datos: Q4868639
- Multimedia: Batasang Pambansa Complex / Q4868639